# Premio Espiral Maior de Poesía
El premio Espiral Maior de Poesía fue creado en 1992 por Ediciones Espiral Maior e iba dirigido a autores noveles, menores de 35 años y sin obra publicada. El premio no tenía dotación económica y consistía en la publicación de la obra por la editorial convocante.
A partir de 1999 el premio se abrió a todos los creadores (tengan o no obra publicada e independientemente de la edad). Desde el año 2006 también se concede a obras en portugués, y desde 2008 Ámbito Cultural del Corte Inglés apoya con 15.000 euros, que lo convierten en uno de los más dotados de todo la península ibérica. El jurado era formado por Alfonso Álvarez Cáccamo, Xavier Rodríguez Baixeras y Miguel Anxo Fernán-Vello.

## Ganadores
- 2009: Rosa Alice Branco, O gado do Senhor.
- 2008: Amadeu Baptista, Açougue.
- 2007: Yolanda Castaño, Profundidade de campo.
- 2006:
  - Xavier Seoane, Para unha luz ausente.
  - Accésit: Jorge Reis-Sá, Livro de estimação.
- 2005: Manuel Darriba, Vostede non sabe con quen está a falar.
- 2003: Luísa Villalta, En concreto.
- 2002: Xoán Xosé García, In-ventos.
- 2001: Estíbaliz Espinosa, Número e.
- 2000: Charo Pita, Desde Arcadia para Govinda.
- 1999: Manuel Forcadela, Morte do fadista.
- 1998: Mário Herrero Valeiro, No limiar do silêncio.
- 1997: Carlos Penela, As linhages do frio.
- 1996: Emma Couceiro, Humidosas.
- 1995:
  - Cristina Cabada, Sombra acesa.
  - Accésit: Anxos Romeo, A estatua.
- 1994: Francisco Souto, Thanatos ou as árvores do incesto.
- 1993: Martín Veiga, Das últimas ruínas.
- 1992: Rafael Lema, Cemiterio das gaivotas.